# Neomuscina transporta
Neomuscina transporta är en tvåvingeart som beskrevs av John Otterbein Snyder 1949. Neomuscina transporta ingår i släktet Neomuscina och familjen husflugor. Inga underarter finns listade i Catalogue of Life.